# Ho Lien Siew
Ho Lien Siew (chiń. 何连秀; pinyin Hé Liánxiù; ur. 5 września 1932 w Singapurze, zm. 3 kwietnia 2021 tamże) – singapurski koszykarz, olimpijczyk.
W 1956 roku wystąpił wraz z drużyną na igrzyskach w Melbourne. Zagrał we wszystkich siedmiu spotkaniach, które reprezentacja Singapuru rozegrała na tym turnieju. Ho zdobył w nich łącznie dwanaście punktów, w tym sześć w meczu przeciw Francji i po dwa punkty w starciach przeciwko Australii, Tajwanowi i Tajlandii. Singapurczycy zajęli ostatecznie 13. miejsce wśród 15 zespołów.
Uczestnik Igrzysk Azjatyckich 1962. Brązowy medalista Igrzysk Azji Południowo-Wschodniej 1961. W ostatnim z wymienionych turniejów brał również udział w 1959 i 1965 roku. 
Koszykówkę uprawiał do 1982 roku, po czym został trenerem.